# Yang Xiuli
Yang Xiuli (Fuxin, 1 september 1983) is een voormalig Chinees judoka. Yang behaalde haar grootste succes tijdens de Olympische Zomerspelen 2008 in eigen land met het winnen van de gouden medaille in het halfzwaargewicht, vier jaar later werd ze door de Française Audrey Tcheuméo naar de herkansingen verwezen waarin ze verloor van de Nederlandse Marhinde Verkerk. Yang won tweemaal een bronzen medaille op de Aziatische Spelen en eenmaal op de wereldkampioenschappen.

## Resultaten
- Aziatische Spelen 2006 in Guangzhou  in het halfzwaargewicht
- Wereldkampioenschappen judo 2007 in Rio de Janeiro  in het halfzwaargewicht
- Olympische Zomerspelen 2008 in Peking  in het halfzwaargewicht
- Aziatische Spelen 2010 in Doha  in het halfzwaargewicht
- Wereldkampioenschappen judo 2010 in Tokio 5e in het halfzwaargewicht
- Olympische Zomerspelen 2012 in Londen 7e in het halfzwaargewicht

1992: Kim Mi-jung ·
1996: Ulla Werbrouck ·
2000: Tang Lin ·
2004: Noriko Anno ·
2008: Yang Xiuli · 
2012: Kayla Harrison · 
2016: Kayla Harrison · 
2020: Shori Hamada · 
2024: Alice Bellandi